# HMS Ceanothos (K486)
HMS Ceanothos (K486) je bila korveta izboljšanega razreda Flower, ki je med drugo svetovno vojno plula pod zastavo Kraljeve vojne mornarice.

## Zgodovina
1. decembra 1943 je bila korveta predana Kraljevi kanadski vojni mornarici, kjer so jo preimenovali v HMCS Forrest Hill (K486) .